# Vala de Nico
Vala de Nico (em inglês: Nico Ditch é uma longa e linear terraplanagem de 9,7 km entre Ashton-under-Lyne e Stretford na Grande Manchester, Inglaterra.

## Etimologia
A primeira referência documentada à vala está em uma carta detalhando a concessão de terras em Audenshaw aos monges de Kersal. No documento, datado de 1190 a 1212, a vala é referida como "Mykelldiche", e uma magnum fossatum, que é latim para "vala grande". O nome Nico (às vezes Nikker) para a vala tornou-se estabelecido nos séculos XIX e XX. Pode ter sido derivado do Hnickar anglo-saxão, um espírito aquático que apreendeu e afogou viajantes incautos, mas o nome moderno é provavelmente uma corrupção do nome Mykelldiche e suas variações; isso ocorre porque a palavra anglo-saxã micel significa "grande" ou "grande", voltando à descrição do início do século XIII da vala como magnum fossatum. Uma derivação alternativa de Nico vem de nǽcan, um verbo anglo-saxão que significa "matar".

## Curso

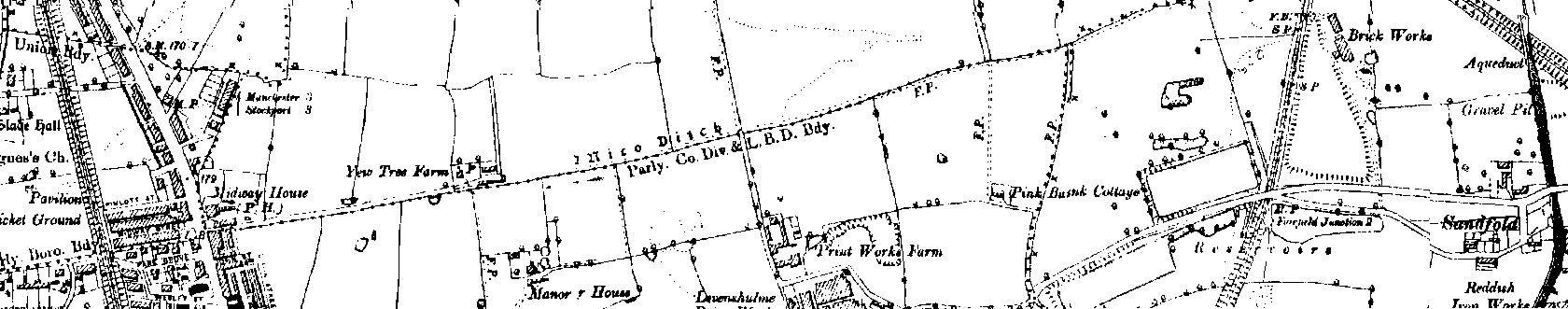
Um mapa de 1895 mostrando a vala entre Reddish e Slade Hall em Longsight

A vala passa por Denton, Reddish, Gorton, Levenshulme, Burnage, Rusholme, Platt Fields Park em Fallowfield, Withington e Chorlton-cum-Hardy, cruzando quatro bairros metropolitanos da atual Grande Manchester. A vala coincide com os limites entre os bairros de Stockport e Manchester, e entre Tameside e Manchester; chega até o campo de golfo Denton. Uma seção está agora sob os Reservatórios Audenshaw, que foram construídos no final do século XIX. A vala pode ter se estendido para oeste além de Stretford, para Urmston.

## História

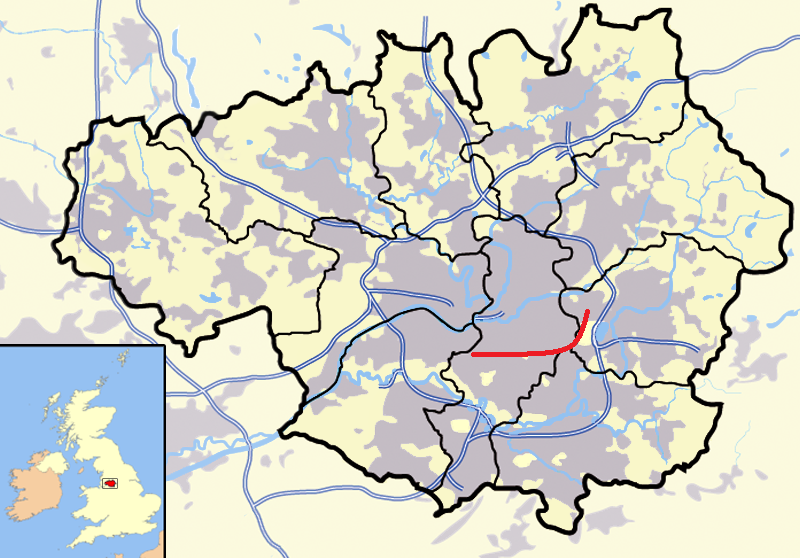
Curso aproximado de Nico Ditch, mostrado em vermelho

A terraplenagem foi construída entre o fim do domínio romano na Grã-Bretanha no início do século V e a conquista normanda em 1066. Seu propósito original não é claro, mas pode ter sido usado como uma fortificação defensiva ou como um limite administrativo. Possivelmente marcou uma fronteira do século VII para os anglo-saxões expansionistas, ou pode ter sido uma fronteira do final do século VIII ou início do IX entre os reinos de Mércia e Nortúmbria. No início do período medieval, os reinos anglo-saxões de Nortúmbria, Mércia e Wessex lutaram pelo controle do noroeste da Inglaterra, junto com os britânicos e os dinamarqueses. Qualquer que seja seu uso anterior, a vala tem sido usada como um limite desde pelo menos a Idade Média.
A lenda diz que Nico Ditch foi concluído em uma única noite pelos habitantes de Manchester, como proteção contra os invasores vikings em 869-870; Manchester pode ter sido saqueada pelos dinamarqueses em 870. Dizia-se que cada homem tinha uma área alocada para construir, e era obrigado a cavar sua seção da vala e construir um banco igual à sua própria altura. Segundo o folclore do século XIX, a vala foi o local de uma batalha entre saxões e dinamarqueses. A batalha deveria ter dado seus nomes às cidades vizinhas de Gorton e Reddish, de "Gore Town" e "Red-Ditch". mas a ideia foi descartada pelos historiadores como uma "fantasia popular". Os nomes derivam de "fazenda sujas" e "vala de reedy", respectivamente.
Os antiquários e historiadores têm se interessado pela vala desde o século XIX, mas grande parte de seu curso foi construído. Entre 1990 e 1997, a Unidade Arqueológica da Universidade de Manchester escavou seções da vala em Denton, Reddish, Levenshulme e Platt Fields, em uma tentativa de determinar sua idade e propósito. Embora nenhuma data tenha sido estabelecida para a construção da vala, as investigações revelaram que o banco ao norte da vala é do século XX. Juntamente com o perfil da vala, que é em forma de U em vez da forma em V normalmente usada em valas e defesas militares, isso sugere que o propósito da terraplanagem era marcar um limite territorial. 

## Preservação
Apesar do tempo, a vala ainda é visível em seções curtas, que podem ter até 4-5 jardas (3,7-4,6 m) de largura e até 1,5 m de profundidade. Um trecho de 300 metros através do Denton Golf Course, e uma seção que passa pelo Platt Fields Park, são considerados os restos mais bem preservados. Em 1997, um segmento de 150 metros da vala em Platt Fields foi protegido como um Monumento Antigo Programado. O resto da vala permanece desprotegida.